# Nomada biroi
Nomada biroi är en biart som beskrevs av Heinrich Friese 1909. Nomada biroi ingår i släktet gökbin, och familjen långtungebin. Inga underarter finns listade i Catalogue of Life.